# James Joyce Award
Il James Joyce Award è un premio assegnato dalla Literary and Historical Society dello University College Dublin per coloro che hanno raggiunto eccezionali risultati nel loro campo.
Il premio è dedicato ad uno dei più famosi affiliati alla società, lo scrittore James Joyce, studente dell'UCD dal 1898 al 1903 e candidatosi due volte (senza successo) alla presidenza della Società.